# 京都市立松尾小学校
京都市立松尾小学校（きょうとしりつ まつおしょうがっこう）は、京都府京都市西京区松尾にある公立小学校。

## 沿革
- 1872年9月 - 京都府葛野郡第九小学校創立
- 1890年4月 - 松尾尋常小学校へ改称
- 1909年4月 - 高等科を設置し、松尾尋常高等小学校へ改称
- 1913年11月 - 講堂、教室が竣工
- 1915年 - 実業補習学校を付設
- 1920年1月 - 実業補習学校と松尾女学校を統合
- 1926年 - 松尾青年訓練所を設置
- 1934年9月 - 室戸台風で校舎が損壊
- 1935年2月 - 実業補習学校を松尾実業青年学校へ改称し、松尾実務女学校設立
- 1941年4月 - 国民学校令公布により、松尾国民学校へ改称
- 1947年4月 - 学制改革により、京都市立松尾小学校へ改称
- 1970年4月 - 松陽分校を設置
- 1971年4月 - 松陽分校が独立し、京都市立松陽小学校として分離
- 1973年4月 - 上分校を設置
- 1974年4月 - 上分校が独立し、京都市立嵐山東小学校として分離
- 1977年7月 - 本館増改築工事竣工
- 1979年2月 - 北校舎（東側3教室）竣工
- 1981年12月 - 体育館竣工

## 主な進学先
- 京都市立松尾中学校

## 学校の周辺
- 松尾大社
- 西芳寺（苔寺） - 世界遺産
- 地蔵院（竹の寺）

## 交通アクセス
- 阪急嵐山線 松尾大社駅または上桂駅下車

## 通学区域が隣接している学校
- 京都市立嵐山東小学校
- 京都市立桂坂小学校
- 京都市立松陽小学校
- 京都市立桂川小学校
- 京都市立梅津小学校